# Maria Gasquet
Maria Gasquet, de soltera Girard (Sant Romieg de Provença, 1872 - 1960), fou una escriptora provençal.

## Vida
Filla del poeta Màrius Girard i fillola de Frederic Mistral, el 1892 fou designada com a reina del Felibritge. El 1896 es va casar amb Joaquim Gasquet, poeta i amic de Paul Cézanne. Escrivint en llengua francesa, va conrear sobretot la novel·la amb temàtiques relacionades amb la seva terra de Provença. La seva novel·la més destacada fou Une enfance provençale, publicada a París el 1926.

## Obra
- Une Enfance provençale
- Sainte Jeanne d'Arc...
- Ce que les femmes disent des femmes
- Tante la Capucine
- Une Fille de saint François
- La Fête-Dieu
- Capharnaüm
- Le Métier de Pénélope
- Sainte Bernadette de Lourdes
- La vénérable Anne-Madeleine Remuzat